# Муриета (град, Калифорния)
Муриета (на английски: Murrieta) е град в окръг Ривърсайд, щата Калифорния, САЩ. Муриета е с население от 100173 жители (2008) и обща площ от 73,6 km². Намира се на 334 m надморска височина. ЗИП кодовете му са 92562 – 92564, а телефонният му код е 951.
Градът е с население от едва 24 000 жители през 1991 г. През 2012 г. жителите вече са надхвърлили 100 000. Това е един от най-бързо разрастващите се градове в Калифорния. Намира се на приблизително 140 километра югоизточно от Лос Анджелис. Според статистика на ФБР, Муриета е един от градовете с най-ниски нива на престъпност в Калифорния.